# 大月市立中央病院
大月市立中央病院（おおつきしりつちゅうおうびょういん）は、山梨県大月市にある市立病院である。

## 概要
- 開院年月日：1962年9月1日
- 所在地：大月市大月町花咲1225番地
- 病床数：200床（一般病床144床、療養病床52床、感染症病床4床）

## 沿革
- 1962年9月‐済生会大月病院を吸収する形で開院。
- 1964年12月‐現在地へ移転。
- 1977年4月‐現在の名称へ改称。
- 1994年4月‐南病棟開棟。
- 1995年7月‐外来棟開棟。
- 1996年4月‐西病棟全面開棟。
- 2014年3月‐新病棟が竣工。

## 診療科
- 内科
- 小児科
- 外科
- 整形外科
- 脳神経外科
- 泌尿器科
- 皮膚科
- 眼科
- 産婦人科
- 耳鼻咽喉科
- 麻酔科
- リハビリテーション科
- 放射線科
- 特別診療科（人工腎臓透析、へき地巡回診療、健診）